# Al-Baraka
Al-Baraka (arab. البركة) – wieś w Syrii, w muhafazie Hama. W 2004 roku liczyła 295 mieszkańców.